# Scoloposcelis
Scoloposcelis is een geslacht van wantsen uit de familie bloemwantsen (Anthocoridae). Het geslacht werd voor het eerst wetenschappelijk beschreven door Franz Xaver Fieber in 1864.

## Soorten
Het genus bevat de volgende soorten:

- Scoloposcelis albodecussata Yamada & Hirowatari, 2005
- Scoloposcelis asiaticus Muraleedharan & Ananthakrishnan, 1974
- Scoloposcelis basilica Drake & Harris, 1926
- Scoloposcelis boninensis Yamada & Hirowatari, 2005
- Scoloposcelis contubernalis (Distant, 1904)
- Scoloposcelis flavicornis Reuter, 1871
- Scoloposcelis koreanus Jung & Yamada, 2011
- Scoloposcelis obscurella (Zetterstedt, 1838)
- Scoloposcelis parallela (Motschulsky, 1863)
- Scoloposcelis parallelus (Motschulsky, 1863)
- Scoloposcelis pulchella (Zetterstedt, 1838)